# حضرتی
حضرتی (منسوب به حضرت) یک نام خانوادگی است. افراد شاخص با این نام از این قرارند:
- الیاس حضرتی، فعال سیاسی و مطبوعاتی اهل ایران
- علی حضرتی، تهیه‌کننده سینما اهل ایران
- منصور حضرتی، کشتی‌گیر اهل ایران